# قصعين أغبس
قصعين أغبس (الاسم العلمي: Salvia fusca) هو نوع نباتي يتبع جنس القصعين من فصيلة الشفوية.